# Ctenidae
Ctenidae Keyserling, 1877 è una famiglia di ragni appartenente all'infraordine Araneomorphae.

## Etimologia
Il nome scientiifco è stato dato da Keyserling ed è basato sul greco κτείς (genitivo κτενός) "pettine". Il suffisso -idae, che designa l'appartenenza a una famiglia.

## Comportamento
In un primo momento solo al genere Phoneutria si attribuiva il nome di ragno-errante, nome che poi si è esteso a tutta la famiglia, in quanto sono attivi cacciatori e piuttosto aggressivi. In effetti fra i Phoneutria vi sono le specie più velenose e potenzialmente letali anche per l'uomo, la Phoneutria fera e la P. nigriventer.

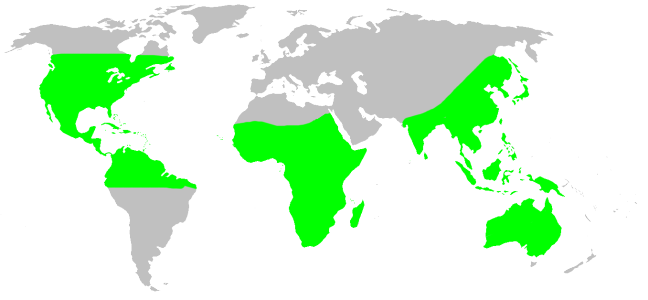
Ctenidae - Distribuzione

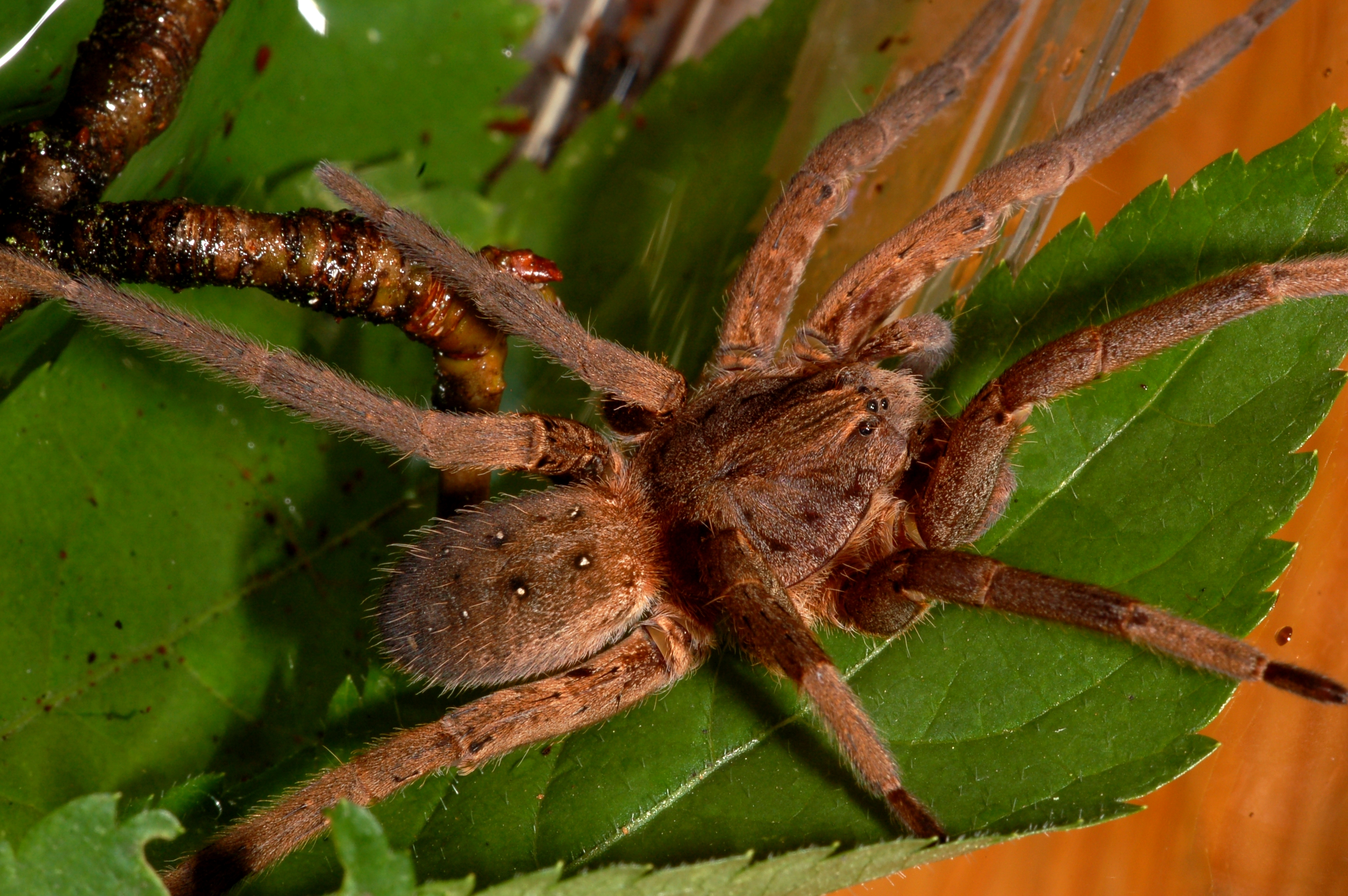
Ancylometes bogotensis

## Distribuzione
Sono diffusi nell'America settentrionale, nella parte settentrionale dell'America meridionale, nell'Africa con l'eccezione di Marocco, Algeria e Libia, in Asia orientale, nella regione indocinese e nell'Australia.

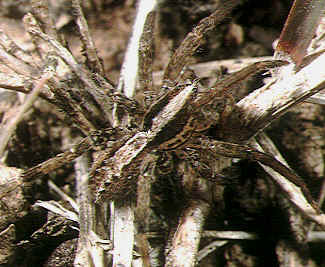
Anahita fauna, femmina

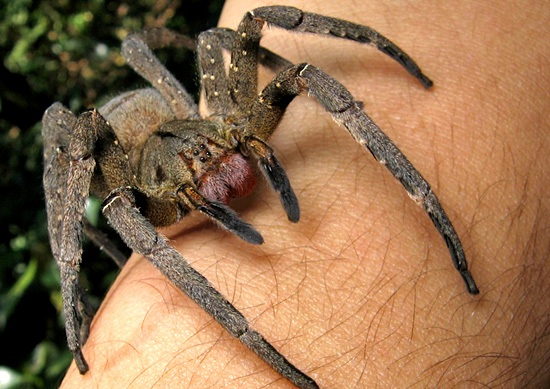
Phoneutria nigriventer

## Tassonomia
Attualmente, a novembre 2020, si compone di 48 generi e 521 specie; di seguito viene seguita la suddivisione in sei sottofamiglie dell'entomologo Joel Hallan:
- Acantheinae
  - Acantheis Thorell, 1891 - Giava, Celebes, Borneo, Sumatra
  - Africactenus Hyatt, 1954 - Africa centrale e occidentale
  - Enoploctenus Simon, 1897 - Brasile, Guyana, Ecuador, Saint Vincent
  - Petaloctenus Jocqué & Steyn, 1997 - Costa d'Avorio, Camerun, Guinea, Nigeria

- Acanthocteninae
  - Acanthoctenus Keyserling, 1877 - America centrale e meridionale
  - Bengalla Gray & Thompson, 2001 - Australia occidentale
  - Nothroctenus Badcock, 1932 - Brasile, Bolivia, Paraguay
  - Viracucha Lehtinen, 1967 - Brasile, Argentina, Paraguay, Bolivia

- Calocteninae
  - Anahita Karsch, 1879 - Africa, America settentrionale, Russia, Cina
  - Apolania Simon, 1898 - Seychelles
  - Caloctenus Keyserling, 1877 - Venezuela, Colombia, Perù, Etiopia
  - Diallomus Simon, 1897 - Sri Lanka
  - Gephyroctenus Mello-Leitão, 1936 - Brasile, Perù
  - Trujillina Bryant, 1948 - Hispaniola, Porto Rico

- Cteninae
  - Amauropelma Raven, Stumkat & Gray, 2001 - Queensland (Australia)
  - Amicactenus Henrard & Jocqué, 2017 - Africa occidentale e centrale
  - Ancylometes Bertkau, 1880 - America centrale e meridionale
  - Arctenus Polotow & Jocqué, 2014 - Kenya
  - Asthenoctenus Simon, 1897 - Brasile, Uruguay, Paraguay, Argentina
  - Califorctenus Jiménez, Berrian, Polotow & Palacios-Cardiel, 2017 - Messico
  - Celaetycheus Simon, 1897 - Brasile, Porto Rico
  - Centroctenus Mello-Leitão, 1929 - Brasile, Venezuela, Bolivia, Guyana Francese
  - Chococtenus Dupérré, 2015 - Ecuador, Colombia
  - Ctenus Walckenaer, 1805 - pressoché cosmopolita
  - Incasoctenus Mello-Leitão, 1942 - Perù
  - Isoctenus Bertkau, 1880 - Brasile
  - Leptoctenus L. Koch, 1878 - USA, Messico, Cina, Australia
  - Macroctenus Henrard & Jocqué, 2017 - Africa centrale e occidentale
  - Montescueia Carcavallo & Martínez, 1961 - Argentina
  - Ohvida Polotow & Brescovit, 2009 - Cuba, Bahama
  - Parabatinga Polotow & Brescovit, 2009 - Colombia, Brasile, Bolivia, Paraguay, Argentina, Uruguay
  - Piloctenus Henrard & Jocqué, 2017 - Africa centrale e occidentale
  - Thoriosa Simon, 1910 - Sao Tomé e Principe, Sierra Leone

- Phoneutriinae
  - Afroneutria Polotow & Jocqué, 2015 - Africa occidentale, centrale e orientale
  - Phoneutria Perty, 1833 - America centrale e meridionale
  - Phymatoctenus Simon, 1897 - Costa Rica, Brasile, Guyana
  - Trogloctenus Lessert, 1935 - Congo, Réunion
  - Tuticanus Simon, 1897 - Ecuador, Perù

- incertae sedis
  - Ciba Bloom et al., 2014 - Cuba, Repubblica Dominicana
  - Janusia Gray, 1973 - Australia Occidentale
  - Mahafalytenus Silva, 2007 - Madagascar
  - Nimbanahita Henrard & Jocqué, 2017 - Guinea
  - Sinoctenus Marusik, Zhang & Omelko, 2012 - Cina
  - Toca Polotow & Brescovit, 2009 - Brasile
  - Wiedenmeyeria Schenkel, 1953 - Venezuela

### Generi fossili
- Nanoctenus Wunderlich, 1988 †; — fossile del Neogene, Cteninae

- Nanoctenus longipes Wunderlich, 1988 †; — rinvenuto in un'ambra nella Repubblica Dominicana

### Generi trasferiti, inglobati, non più in uso
- Ctenopsis Schmidt, 1956 - Brasile
- Cupiennius Simon, 1891 - America centrale, Brasile, Venezuela, Ecuador
- Itatiaya Mello-Leitão, 1915 - Brasile
- Paravulsor Mello-Leitão, 1922 - Brasile
- Pseudoctenus Caporiacco, 1949 - Kenya
- Viridasius Simon, 1889 - Madagascar
- Vulsor Simon, 1889 - Madagascar, Comore, Brasile